# Landgrafschaft Leuchtenberg
 Leuchtenberg mit dem Hauptort Pfreimd und zuvor mit Sitz in Leuchtenberg war eine kleine Landgrafschaft im nördlichen Oberpfälzer Wald, etwa 30 km östlich von Amberg und dem Fürstentum Sulzbach. Sie bestand aus den vier Ämtern Leuchtenberg, Pfreimd, Wernberg und Mißbrunn mit einer Gesamtfläche von etwa 250 km².

## Geschichte

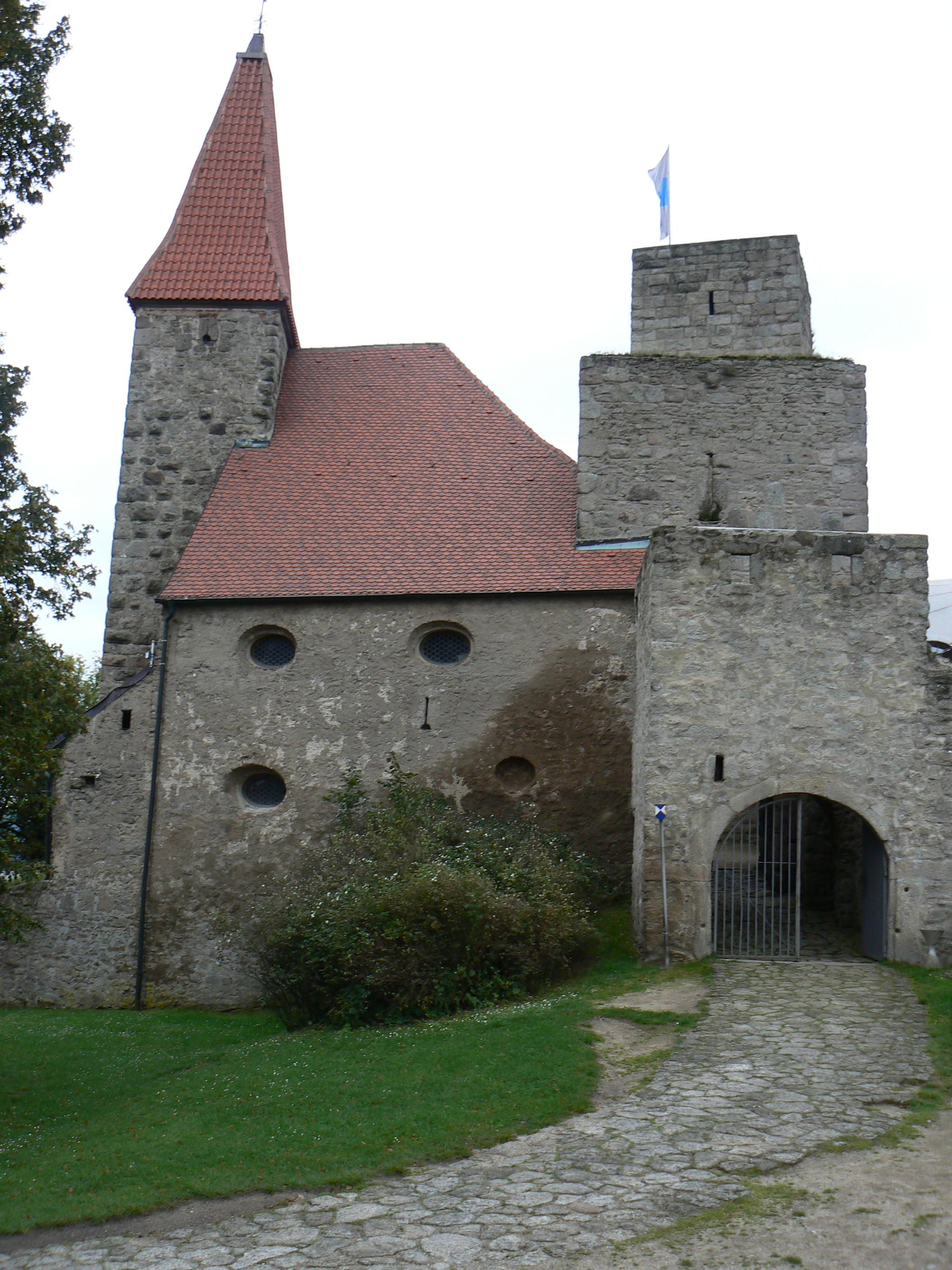
Burg Leuchtenberg

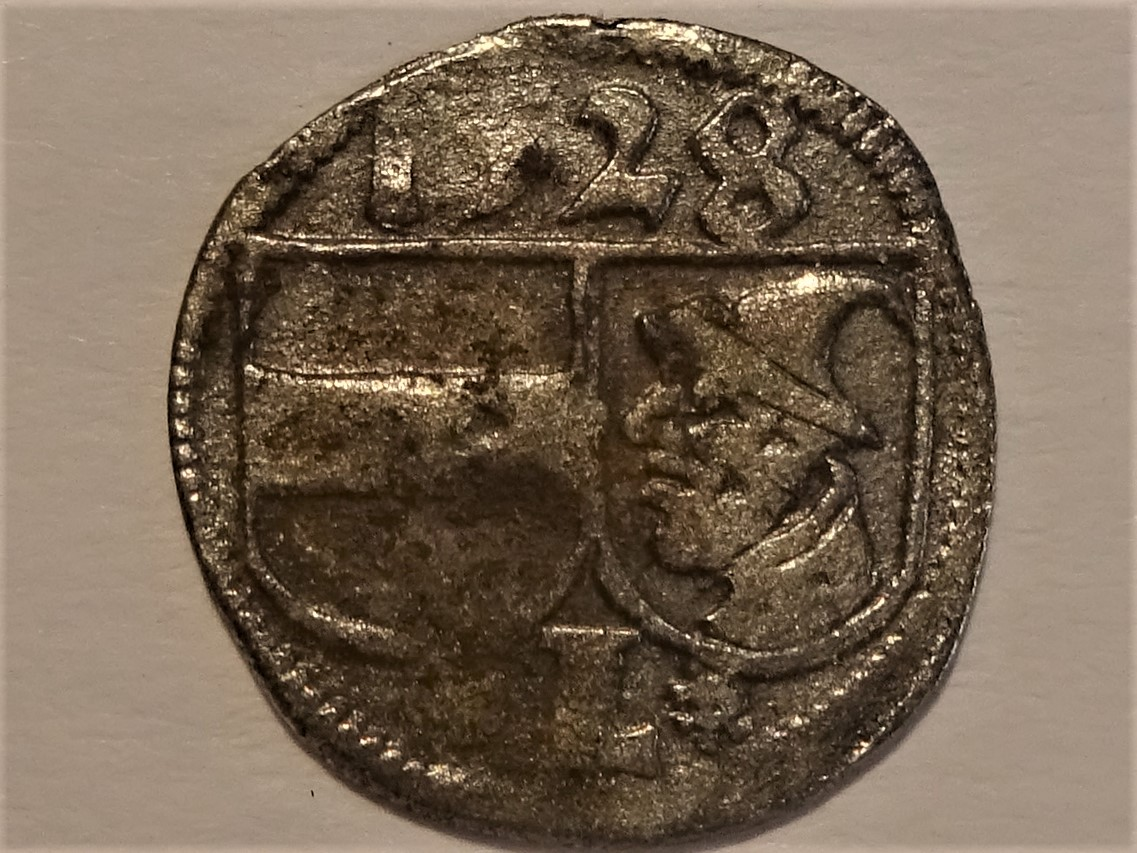
Leuchtenburger Pfennig mit Judenhut, Jahr 1528, Silber, einseitig geprägt

### Herrschaft des Hauses Leuchtenberg bis 1646
Die Landgrafschaft Leuchtenberg entstand im Nordgau um die Burg Leuchtenberg. Die Leuchtenberger wurden 1158 in den Grafenstand erhoben, 1196 wurden sie zu Landgrafen und im 15. Jahrhundert zu Reichsfürsten mit Sitz im Reichsfürstenrat. Sie führten bis zu ihrem Erlöschen 1646 den Landgrafentitel.

### Herrschaft von Wittelsbachern 1646 bis 1705
Im Jahr 1646 ging das Gebiet nach dem Tod des letzten Landgrafen von Leuchtenberg, Maximilian Adam, an dessen Verwandten Herzog Albrecht VI. von Bayern über, der am 26. Februar 1612 Mechthildis von Leuchtenberg (1588–1634) geheiratet hatte. Der Wittelsbacher Albrecht VI. von Bayern nannte sich als Regent der Landgrafschaft Herzog von (Bayern-) Leuchtenberg. Im Jahr 1650 tauschte er mit seinem Bruder Kurfürst Maximilian I. die Landgrafschaft Leuchtenberg gegen die Reichsgrafschaft Haag ein. Leuchtenberg ging an seinen Neffen, Kurfürst Maximilians I. zweitältesten Sohn Maximilian Philipp Hieronymus, der von 1650 bis 1705 Herzog von Bayern-Leuchtenberg war.

### Herrschaft der Regenten Bayerns 1705 bis 1706
Mit seinem Tod kam Leuchtenberg 1705 an den bayerischen Kurfürsten Max Emanuel, über den 1706 die Reichsacht verhängt wurde. Kaiser Joseph I. behandelte während des Spanischen Erbfolgekrieges und der resultierenden Besetzung Bayerns die Landgrafschaft Leuchtenberg als heimgefallenes Reichslehen.

### Herrschaft der Fürsten Lamberg 1708 bis 1714
1708 belehnte Kaiser Joseph I. Leopold Mathias Sigismund von Lamberg mit Leuchtenberg und machte ihn auf dem Reichstag am 11. Juli 1709 zum Landgrafen zu Leuchtenberg und unmittelbaren Reichsfürst, der Sitz und Stimme auf dem Reichstag hatte. Nach seinem Tod 1711 folgte ihm sein Vater Franz Joseph I. von Lamberg nach. Als dieser 1712 gestorben war, gelangte die Landgrafschaft an seinen dritten Sohn Franz Anton von Lamberg und kam nach dem Frieden von Rastatt 1714 an Bayern zurück.

### Herrschaft der Regenten Bayerns 1714 bis 1808
Der jeweilige bayerische Herrscher führte danach unter seinen Titeln auch den Titel Landgraf von Leuchtenberg. 1808 wurde die Landgrafschaft aufgelöst und ging im Königreich Bayern auf. Das Territorium zählte 6500 Einwohner und hatte eine Fläche von etwa 4 Quadratmeilen.

### Nachwirken
Nach dem Sturz Napoleons verlieh König Maximilian I. Joseph den von Maximilian von Montgelas vorgeschlagenen Titel Herzog von Leuchtenberg an Eugène de Beauharnais, jedoch ohne dortigen Territorialbesitz. Sein Besitztum war das für ihn neu gebildete Fürstentum Eichstätt.

## Burg Leuchtenberg
In Leuchtenberg befindet sich heute die Burgruine Leuchtenberg. Die erste Burg wurde im 10./11. Jahrhundert errichtet, und um 1300 erfolgte ein Neubau. Das Bauwerk wird heute für die jährlichen Burgfestspiele Leuchtenberg genutzt.